# Inländerbehandlung
Dem Prinzip der Inländerbehandlung folgend müssen ausländische und inländische Anbieter grundsätzlich gleich behandelt werden. Es ist in allen Handelsabkommen der WTO festgeschrieben, für den Warenhandel (Art. III  GATT), den Handel mit Dienstleistungen (Art. XVII GATS) und für geistiges Eigentum (Art. III TRIPS).
Durch den Inländerbehandlungsgrundsatz erfolgt zunächst nur die Gleichstellung von In- und Ausländern und die Garantie von Mindestrechten (Assimiliationsprinzip). Er überwindet nicht die Verschiedenheit der nationalen Rechtssysteme, verhindert aber eine Kollision. Der Grundsatz hat damit primär fremdenrechtlichen Gehalt, impliziert aber die Geltung verschiedener voneinander unabhängiger nationaler Schutzrechte und damit das Territorialitätsprinzip.
Im Rahmen der WTO gilt die Gleichstellung aufgrund von Inländerbehandlung erst, wenn das Gut (oder die Dienstleistung) auf den heimischen Markt kommt. Zölle auf importierte Güter (oder Dienstleistungen) sind also nach wie vor WTO-konform und verletzen die Inländerbehandlung nicht.
Kritik an dieser Regelung wird vor allem im Zusammenhang mit dem GATS laut. Sobald ein Staat gestattet, dass Dienstleistungen von inländischen Privatunternehmen erbracht werden dürfen, müssen staatliche Aufwendungen und Zuschüsse auch privaten Anbietern aus dem Ausland zur Verfügung stehen. Problematisch kann dies vor allem im Bereich Hochschulen, Gefängnisse, Kindergärten usw. sein. So ist es theoretisch möglich, dass US-amerikanische Privathochschulen dieselben Zuschüsse verlangen wie eine staatliche deutsche Universität. Das Geld, das den privaten Anbietern zukommt, fehlt dann den staatlichen Einrichtungen.
Ausgenommen davon sind lediglich einige Gebiete staatlicher Hoheitspolitik. In vielen Bereichen kann es jedoch passieren, dass deren Erbringung durch den Staat mit Hilfe des GATS-Vertragswerks außer Kraft gesetzt wird. Die Tendenz zur Privatisierung staatlicher Aufgaben wird dadurch beschleunigt und rechtlich festgeschrieben.